# サンドイッチアジサシ
サンドイッチアジサシ（学名：Thalasseus sandvicensis）は、カモメ科に分類される鳥類の一種。ベンガルアジサシ、ヒガシシナアジサシ、ユウガアジサシなどと近縁であり、ユウガアジサシやベンガルアジサシとは交雑することが知られている。ヨーロッパからカスピ海にかけての旧北区で繁殖し、南アフリカ、インド、スリランカで越冬する。
背側は灰色、腹側は白色で、黒い嘴の先端は黄色く、黒い冠羽を持ち、冬には冠羽が白くなり、幅も狭くなる。若い個体は背と翼に灰色と茶色の波型模様が入る。鳴き声は大きい。地面のくぼ地に巣を作り、1-3個の卵を産む。海に飛び込んで魚を捕食し、雄は雌に魚を差し出して求愛する。

## 分類
1787年に鳥類学者のジョン・レイサムによって Sterna sandvicensis として記載されたが、ミトコンドリアDNAの研究によってアジサシ属は分割され、現在のオオアジサシ属に再分類された。属名はギリシア語の「Thalassa (海)」に由来し、種小名や一般名はタイプ産地であるサンドウィッチを指す。現在亜種は知られておらず、以前亜種とされていたアメリカ大陸で繁殖するCabot's ternは独立種となった。

## 形態
中型から大型のアジサシで、全長は36-41cm、翼開長は95-105cm、体重は200-300gである。嘴は黒色で先端が黄色く、細く鋭い形状である。脚は黒色で短い。翼の上部は淡い灰色で、下部は白く、飛んでいるときに見上げると非常に青白く見えるが、夏には初列風切が黒くなる。冬羽では額が全体的に白くなる。若い個体は尾の先端が黒く、嘴は全体的に黒っぽく、先端は黄色ではないが、基部が黄色がかる。背中と翼は斑模様で、若いベニアジサシに似るが、頭頂部の黒色部分は少ない。
よく似たベンガルアジサシとユウガアジサシは、嘴が全てオレンジ色である。またベンガルアジサシは腰が灰色で嘴がやや太く、ユウガアジサシは嘴がやや細長い。ヒガシシナアジサシは本種と逆に嘴が黄色く、先端が黒色である。本種とは分布域が重ならないため、混同される可能性は低い。Cabot's ternとは最も似ており、嘴の色も同じだが、嘴が明らかに太く、換羽の時期も異なり、夏の早い時期に冠羽の色が変わる。幼鳥は本種のような斑模様を持たず、より地味な灰色であり、本種の冬羽と混同されることがある。

## 分布と生息地
ヨーロッパからカスピ海にかけての旧北区で繁殖し、南アフリカ、インド、スリランカで越冬する。砂浜や岩礁、マングローブ林に囲まれた干潟、河口、港、湾に生息し、入江や海上で摂餌を行う。

## 生態と行動
鳴き声は大きく、耳障りな「ケァッ」という声を発する。海岸や島々に非常に密集したコロニーを作って繁殖し、海岸付近の湖で繁殖することもある。地面のくぼ地に巣を作り、1-3個の卵を産む。捕食者に対してはあまり攻撃的ではなく、巣の密度の高さが生存戦略となっている。巣の間隔はわずか20-30cmであることが多く、捕食者を避けるために攻撃的なキョクアジサシやユリカモメなどの近くに巣を作る。海に急降下して潜水し、魚を捕らえる。雄は雌に魚を渡して求愛する。

## 脅威と保全
推定100,000-1,000,000km2の広大な分布域を持ち、個体数は460,000-500,000羽と推定されている。個体数の正確な動向は不明だが、IUCNのレッドリストにおける個体数減少基準の閾値に近づいてはいない。そのためレッドリストでは低危険種と評価されている。アフリカ・ユーラシア渡り性水鳥の保全に関する協定が適用される種の一つである。この協定の締結国は、種と生息地の保全、人間活動の管理、研究、教育、実施などに取り組む必要がある。

## 画像

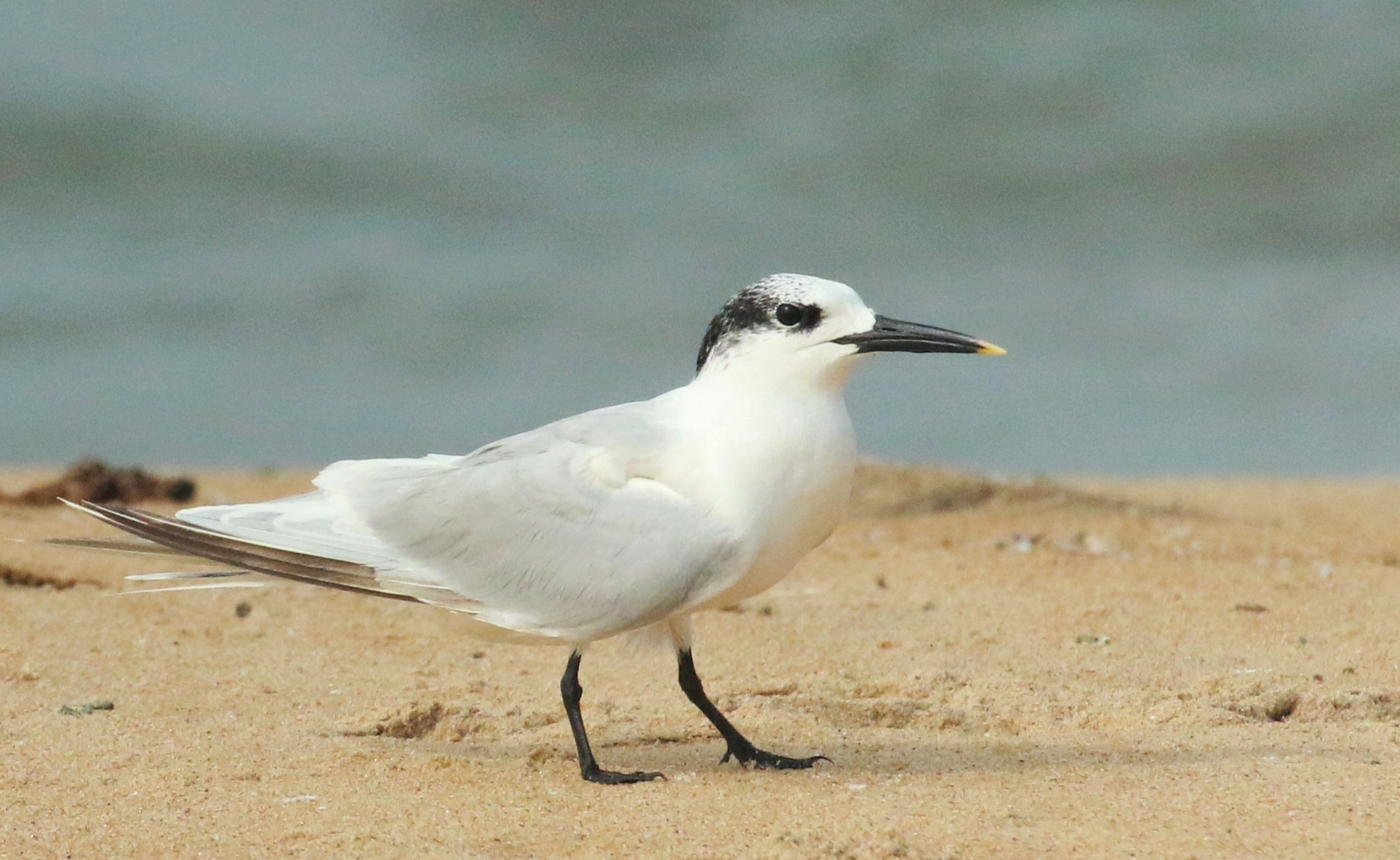
冬羽
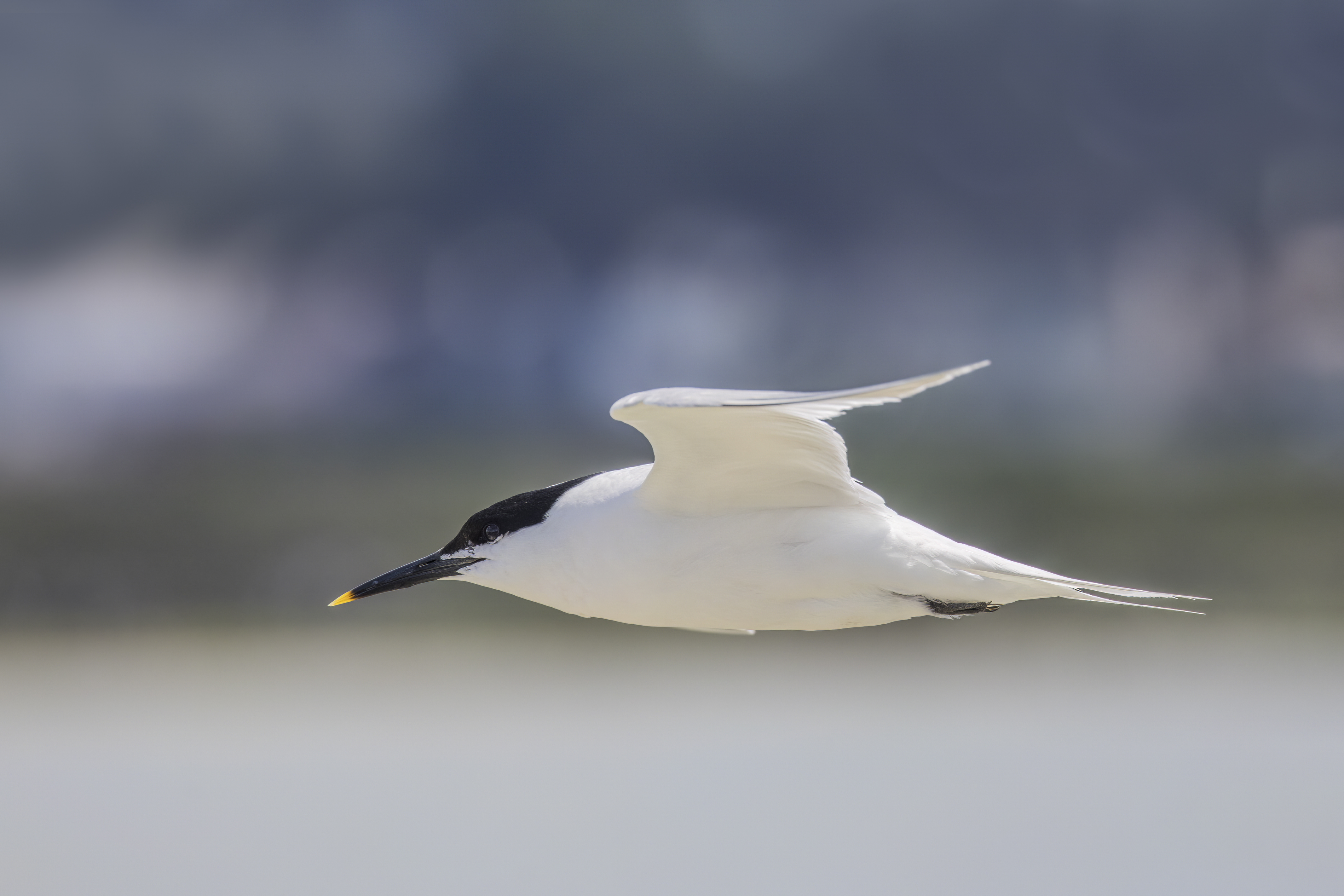
飛翔
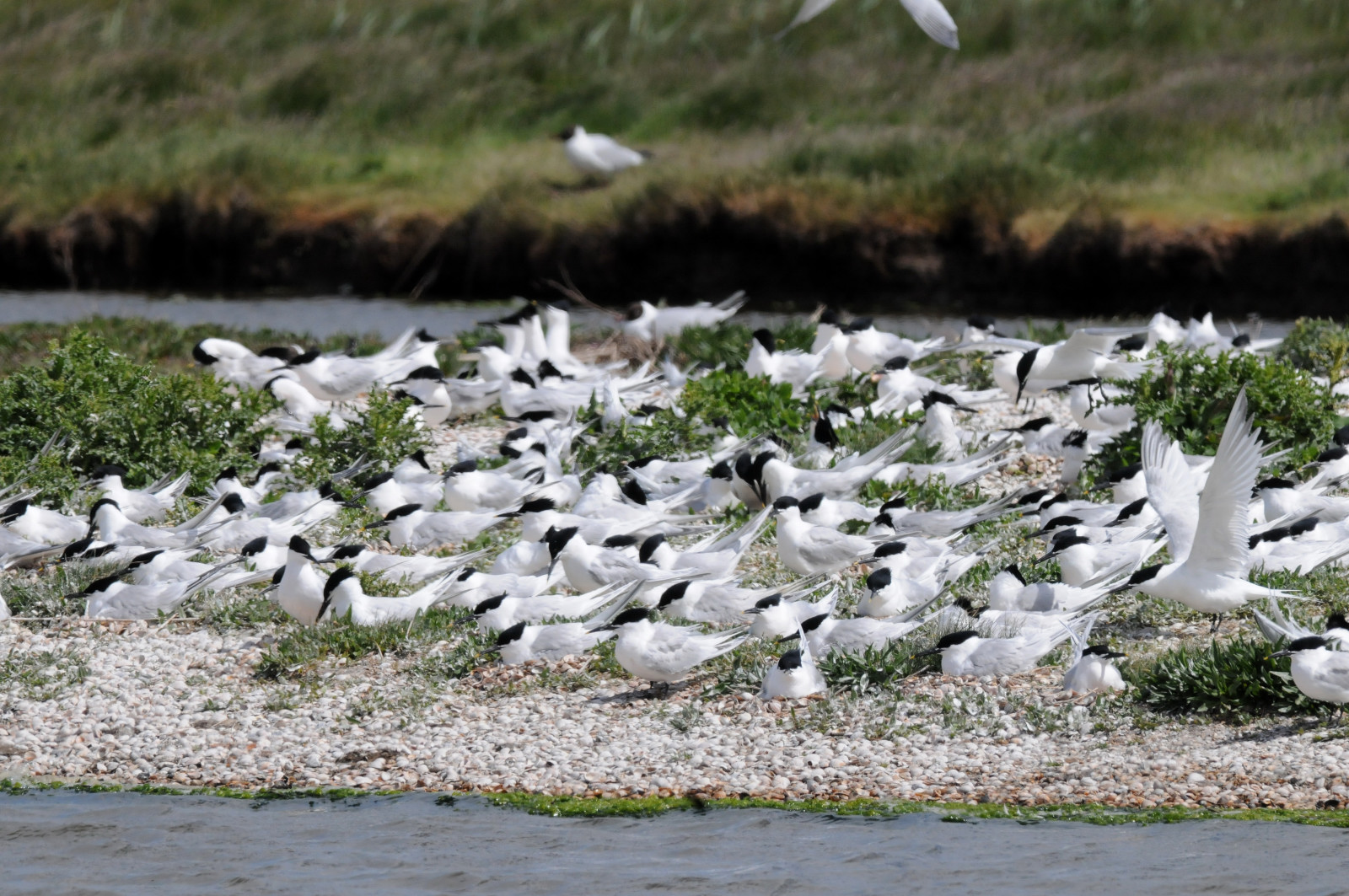
群れ
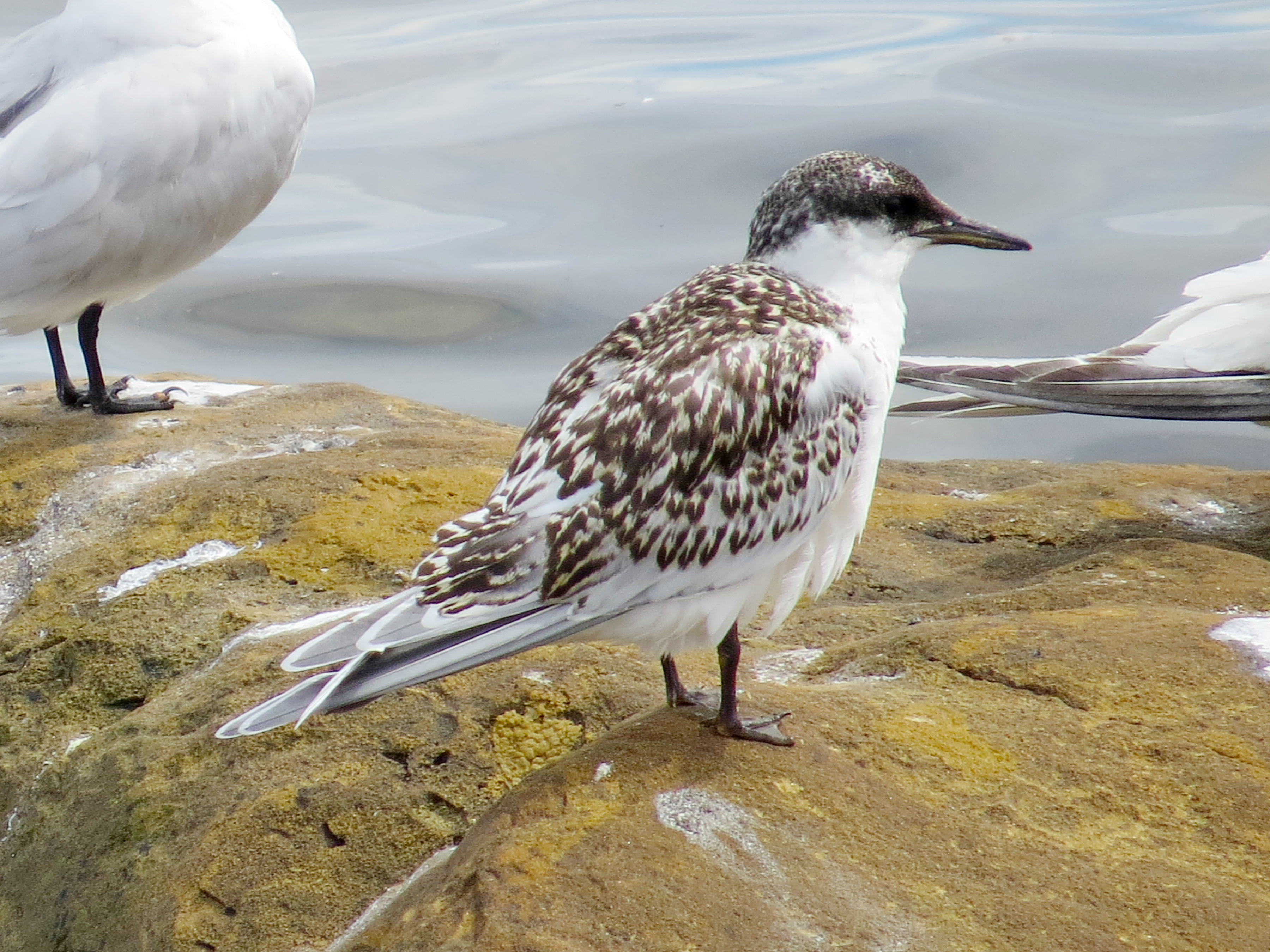
幼鳥
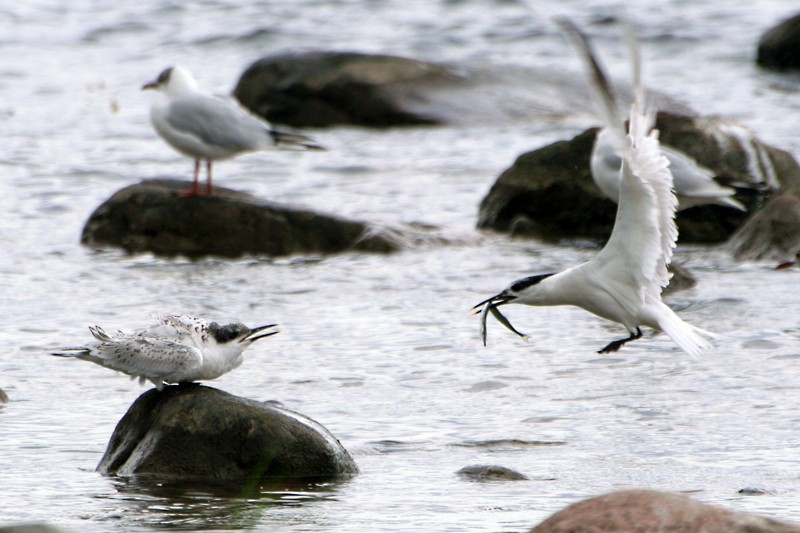
幼鳥に餌を運ぶ
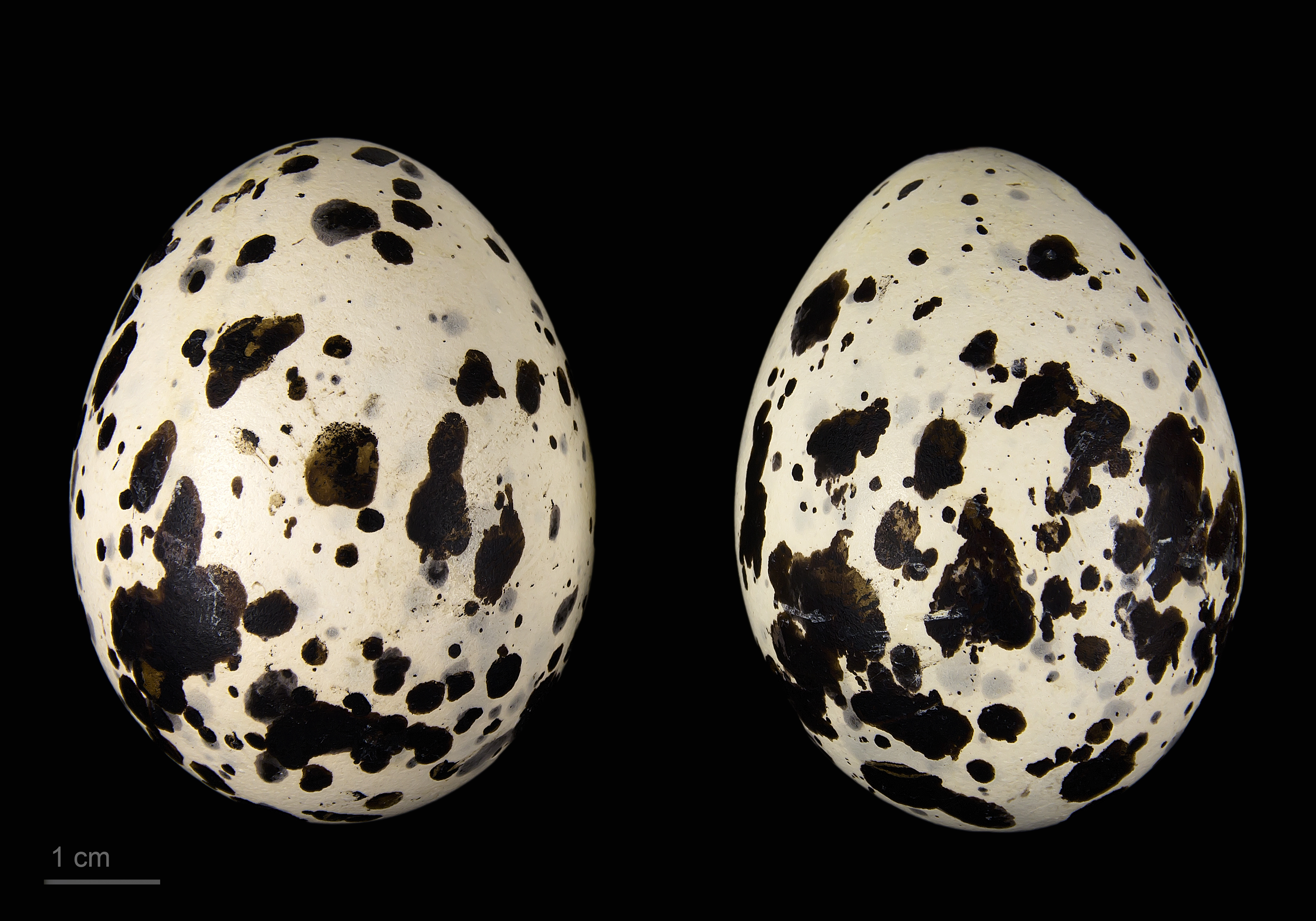
卵